# Saparmurat Turkmenbashi Olympisch Stadion
Het Saparmurat Turkmenbashi Olympisch Stadion (Turkmeens: Saparmyrat Türkmenbaşy adyndaky Olimpiýa Stadiony) is een multifunctioneel stadion in Asjchabad, Turkmenistan. Het stadion wordt vooral gebruikt voor voetbalwedstrijden, het Turkmeens voetbalelftal maakt gebruik van dit stadion. In het stadion is plaats voor 45.000 toeschouwers. Tussen 2013 en 2017 werd het stadion gerenoveerd. Daarvoor was het nodig om eerst een deel van het stadion af te breken.